# Tapeinidium prionoides
Tapeinidium prionoides är en ormbunkeart som beskrevs av Kramer. Tapeinidium prionoides ingår i släktet Tapeinidium och familjen Lindsaeaceae. Inga underarter finns listade.